# Смит, Джеремая
Джеремая Смит (англ. Jeremiah Smith; умер 1675) — офицер Королевского флота, который нёс службу во время Первой и Второй англо-голландских войн, дослужившись до ранга адмирала.
Смит служил во флоте в период Английской республики, командовал кораблями в нескольких сражениях Первой англо-голландской войны. Он продолжил служить во флоте после реставрации монархии и участвовал в дальнейших боях с голландцами во время Второй англо-голландской войны. Он прошёл через несколько повышений, чтобы стать одним из самых молодых командиров Королевского флота, а иногда командовал своими эскадрами в самостоятельных походах. Он активно участвовал в сражении в день Святого Якова, когда он командовал английским арьергардом и сражался в жёстком бою против голландской эскадры под командованием Корнелиса Тромпа. Смит вступил в карьерную гонку с другим военно-морским офицером сэром Робертом Холмсом, но успешно опроверг обвинения в трусости и занимал должность в военно-морской администрации вплоть до своей смерти в 1675 году.

## Ранние годы
Смит был третьим сыном Джеремаи Смита родом из Кентербери, но который, как полагают, стал известным как судовладелец и торговец из Халла, и который проживал в Биркин с женой Фрэнсис. Младший Джеремая Смит, возможно, служил в Армии нового образца во время гражданской войны в Англии. Он известен как назначенный капитаном 42-пушечного «Advice» во время Английской республики и как подписавший декларацию о доверии руководства Оливеру Кромвелю 22 апреля 1653 года, составленную адмиралами и капитанами флота. Он командовал «Advice» во время победы над голландцами в сражении при Габбарде в июне 1653 года и в неубедительном сражении при Схевенингене в июле того же года. После «Advice» он был назначен командовать недавно построенным «Essex», в декабре 1653 года и получил небольшую эскадру военных кораблей для патрулирования в Северном море.

## Вторая англо-голландская война
Смит остался в военно-морском флоте после реставрации, а в 1664 году получил командование 50-пушечным «Mary». Он командовал им в Лоустофтском сражении в июне 1665 года, поддерживая английского командующего, Джеймса, герцога Йоркского. Флагман герцога Йоркского, «Royal Charles», попал под сильный огонь со стороны голландского флагмана «Eendracht». Смит пришёл на помощь к герцогу, расположив свой корабль между «Royal Charles» и «Eendracht» с поддержкой из нескольких мощных голландских кораблей. Артиллерийский огонь с «Mary» и «Royal Charles» впоследствии поджёг крюйт-камеру «Eendracht», которая взорвалась, уничтожив корабль и убив адмирала Якоба ван Вассенара Обдама. За своё участие в битве он был одним из тринадцати военно-морских офицеров, выбранных для того, чтобы их портреты, написанные сэром Питером Лели, вошли в состав коллекции «Капитаны Лоустофта», заказанной Джеймсом, герцогом Йоркским. О том портрете Смита историк искусств Джон Ротенштейн писал: «Холодный и мрачный адмирал сэр Джеремая Смит, несомненно, один из лучших портретов эпохи», а Эллис Уотерхаус отметил, что «портрет „Сэр Джеремая Смит“ раскрывает Лили на вершине его талантов в графике, живописи и интерпретации».
Смит был переведен на 100-пушечный корабль «Sovereign of the Seas» в 1665 году и отправлен в Средиземное море с эскадрой кораблей под его командованием. Он вернулся в Британию и был назначен адмиралом Синей эскадры в Королевском флоте, приняв участие в Четырёхдневном сражении в июне 1666 года под общим командованием Джорджа Монка, герцога Альбемарля. Смит был посвящён в рыцари в июне, а в июле участвовал в сражении в день Святого Иакова, ещё как адмирал Синей эскадры, и командовал арьергардом на «Loyal London». Его эскадра, самая слабая из английского флота, сдерживала самую сильную голландскую эскадру под руководством Корнелиса Тромпа. При этом Смит не позволил Тромпу прийти на помощь Михаилу де Рюйтеру, чьи силы были сильно измотаны центром английского флота. После периода ожесточённых боёв Смит вышел из боевого порядка, либо по своему решению, либо вытесненный голландцами. Тромп последовал за ним, ослабив голландский боевой порядок. Во время битвы флагман Тромпа потерял более ста человек и был почти захвачен сэром Эдвардом Спрэггом, одним из младших офицеров флагмана Смита. Голландский контр-адмирал эскадры Тромпа был убит, сражаясь с силами Смита.
Сэр Роберт Холмс, который начал битву в Красной эскадре, ещё до разделения и последующего присоединения Синей эскадры Смита, обвинил Смита в том, что он вышел из боя из-за трусости. Смит был судим военным судом и оправдан. Холмс и Смит оставались непримиримыми врагами и, возможно, даже дрались на дуэли из-за этого. Холмс был протеже принца Руперта, в то время как Смиту благоволил герцог Альбемарль. Оба покровителя поддержали их соответствующие обвинения. В конце концов, король Карл II вмешался, чтобы решить этот вопрос, в основном в пользу Смита, и он оставался на флоте, несмотря на профессиональную неприязнь. В 1667 году ему была дана небольшая эскадра, с помощью которой можно было атаковать голландских торговцев в Северном море. Затем последовало назначение в 1668 году вице-адмиралом флота в Ла-Манше при сэре Томасе Аллине.

## Семья и поздние годы
Смит стал ответственным по снабжению флота в 1669 году и занимал этот пост до своей смерти. Он стал важным землевладельцем во время своего пребывания на военно-морском флоте, купив Приор Хаус в Хемингбро, недалеко от Селби в 1662 году, и приобретя землю в этом районе, включая усадьбу Осгодби в 1668 году. Он был дважды женат, имея по крайней мере трёх сыновей от своей второй жены Энн. Смит умер в Клэпхэме в октябре или ноябре 1675 года, его завещание было датировано 13 октября 1675 года, а затем была доказана дата 13 ноября. Его тело было возвращено в его владения в Хемингбро и было захоронено в церкви там, где позже был воздвигнут памятник. Итальянский дипломат Лоренцо Магалотти описывал его при жизни как «… солдат удачи, как и все остальные, родившиеся и выросшие на воде, так сказать».